# Mont-lès-Neufchâteau
Mont-lès-Neufchâteau is een gemeente in het Franse departement Vosges (regio Grand Est) en telt 266 inwoners (1999). De plaats maakt deel uit van het arrondissement Neufchâteau.

## Geografie
De oppervlakte van Mont-lès-Neufchâteau bedraagt 11,6 km², de bevolkingsdichtheid is 22,9 inwoners per km².
De onderstaande kaart toont de ligging van Mont-lès-Neufchâteau met de belangrijkste infrastructuur en aangrenzende gemeenten.

## Demografie
Onderstaande figuur toont het verloop van het inwonertal (bron: INSEE-tellingen).